# ニルス・クリスチャン・ズンドビー
ニルス・クリスチャン・ズンドビー（Nils Kristian Sundby、1942年 - 1978年）は、ノルウェーの法学者。

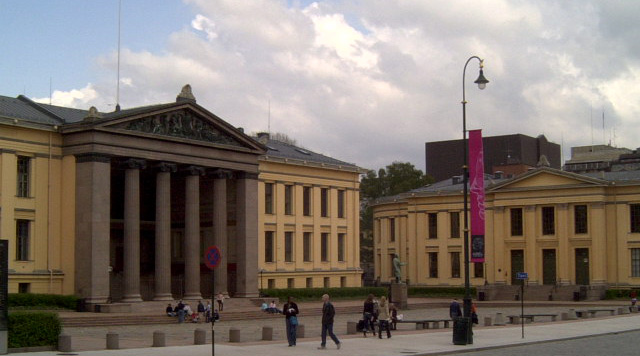
オスロ大学法学部キャンパス

## 人物
法学にとどまらず哲学、論理学、社会学、心理学、精神病理学など幅広い分野の学識を持ち、ノルウェーひいてはスカンジナビアの法理論を牽引する優秀な若手法学者と目されていたが、36歳の若さで没した。

## 経歴
- 1966年 オスロ大学法学部卒業、公法および国際法研究所で研究補助員
- 1972年 同助教授
- 1974年 論文「規範について(About rules / Om normer)」で博士号取得
- 1978年 没。36歳。

## 著作
『法システム―法理論へのシステム理論的入門―』(トルシュタイン・エックホフとの共著、Rechtssysteme. Eine systemtheoretische Einführung in die Rechtstheorie, Duncker & Humblot, 1988)

## 論文
- 「言語と指令(Language and directives)」(1970年)
- 「指令と論理学(Directives and logic)」(1971年)
- 「現代の法思想にとってベンサムの重要性(Importance of Bentham for the legal thinking in our time)」(1972年)
- 「規範について(About rules / Om normer)」(1974年)